# Capstan
Capstan — американський постгардкор гурт з Орландо, Флорида. На сьогодні гурт випустив шість мініальбомів та три студійних альбоми. Гурт був підписаний на лейбл Adventure Cat Records,  після чого підписав контракт з Fearless Records .

## Історія

### Ранні роки та мініальбоми (2012–2016)
Гурт Capstan утворено в березні 2012 року. 20 квітня 2013 року гурт самостійно випустив Growing Deaf, спліт-мініальбом із гуртом Priorities. Capstan записали свою половину мініальбому у себе вдома, а мастеринг зробив Джон Наклеріо на NADA Studios. 2 грудня 2014 року Capstan самостійно випустили другий мініальбом, Seasonal Depression. 15 листопада 2015 року гурт самостійно випустив акустичний мініальбом Parting Gifts. Parting Gifts записали і звели на Torch & Star Studios, мастеринг здійснили на NADA Studios.
19 липня 2016 року Capstan самостійно випустили четвертий мініальбом Cultural Divide. Мініальбом був добре сприйнятий і привернув увагу Майкла Камінського з KMGMT, менеджера гуртів Neck Deep, As It Is, Tonight Alive та інших. У той час Камінський планував новий проєкт, Adventure Cat Records, і підписав Capstan як одного з двох перших виконавців лейблу. Камінський сказав про гурт в інтерв’ю Alternative Press: «Іноді ви чуєте виступ, який надихає вас робити більше. У цьому випадку це було два гурти, і ми заснували лейбл просто для того, щоб працювати з ними».
12 січня 2018 року Capstan випустили п’ятий мініальбом In The Wake of Our Discord на лейблі Adventure Cat Records. Мініальбом спродюсовав і звів Сет Хендерсон у Always Be Genius Studios у Чикаго. Мастерингом мініальбому займався Кріс Крамметт у Interlace Audio в Портленді, Орегон. У березні 2018 року було оголошено, що Capstan зіграє на сцені Owly.FM у рамках туру Vans Warped Tour 2018. Пізніше того ж року Capstan самостійно випустили Haunted 15 червня, що складається з двох переосмислених записів раніше випущених пісень. Мініальбом записав і звів Джеймс Пол Візнер у Wisner Productions, мастерингом займався Енді ВанДетт у Engine Room Audio. Невдовзі, у липні 2018 року, Silverstein оголосили про 15-річний ювілейний тур When Broken Is Easily Fixed із Capstan як один із трьох розігріваючих гуртів.

### Restless Heart, Keep Running(2019)
20 вересня 2019 року Capstan випустили дебютний студійний альбом Restless Heart, Keep Running через Fearless Records. Альбом отримав схвальні відгуки за поєднання елементів постгардкору, поппанку та року. Рецензія Cryptic Rock на альбом звучить так: «Загалом, дебютний альбом Capstan закріплює їхнє місце на сцені і демонструє, чому вони заслуговують на чільне місце. Це чесна робота, вони можуть лише продовжувати рости. Cryptic Rock дає емоційному і знаковому Restless Heart, Keep Running 4 із 5 зірок». У жовтні 2019 року Capstan вирушив у головний тур по Північній Америці, подорожуючи Східним узбережжям, Середнім Заходом і Торонто.

### SeparateтаThe Mosaic(2021 — дотепер)
23 липня 2021 року Capstan випустили другий студійний альбом Separate через Fearless Records. 
24 травня 2024 року гурт випустив третій студійний альбом The Mosaic через Fearless Records.

## Склад гурту
- Ентоні ДеМаріо — вокал
- Гаррісон Борманн — гітара
- Андрій Бозимовський — бас, вокал
- Скотт Фішер — ударні
- Джозеф Мабрі — гітара, вокал

## Дискографія
Студійні альбоми
- Restless Heart, Keep Running (Fearless Records, 2019)[11]
- Separate (Fearless Records, 2021)[12]
- The Mosaic (Fearless Records, 2024)[13]

Мініальбоми
- Growing Deaf (випущено самостійно, 2013)[4]
- Seasonal Depression (випущено самостійно, 2014)[5]
- Parting Gifts (випущено самостійно, 2015)[6]
- Cultural Divide (випущено самостійно, 2016) [14]
- In The Wake of Our Discord (Adventure Cat Records, 2018)[7]
- Haunted (випущено самостійно, 2018)[8]